# Armadillidium spinosum
Armadillidium spinosum là một loài chân đều trong họ Armadillidiidae. Loài này được Schmoelzer miêu tả khoa học năm 1955.